# TGV Euroduplex
Pour les 1re et 2e générations de TGV à deux niveaux, voir TGV Duplex.
 (septembre 2022).
Si vous disposez d'ouvrages ou d'articles de référence ou si vous connaissez des sites web de qualité traitant du thème abordé ici, merci de compléter l'article en donnant les références utiles à sa vérifiabilité et en les liant à la section « Notes et références ».
,
Le TGV Euroduplex, ou TGV 2N2, ou encore RGV 2N (faisant partie de la famille Avelia), est la 3e génération de TGV Duplex (après celle du TGV Dasye et celle du TGV Duplex classique). Fabriqué entre 2011 et 2022, par Alstom à Belfort et Aytré (près de La Rochelle), il est entré en service commercial de la Société nationale des chemins de fer français (SNCF) le 11 décembre 2011. Une partie des rames de l'entreprise publique française, au nombre de cinquante-cinq, sont également appelées L'Océane.
Ce sont des rames interopérables, c'est-à-dire équipées pour pouvoir circuler dans plusieurs pays européens continentaux aux alimentations électriques et signalisations variées : France, Allemagne, Suisse, Espagne et Luxembourg. Par ailleurs, une déclinaison marocaine constitue le premier matériel ferroviaire à grande vitesse destiné à rouler en Afrique.

## Description

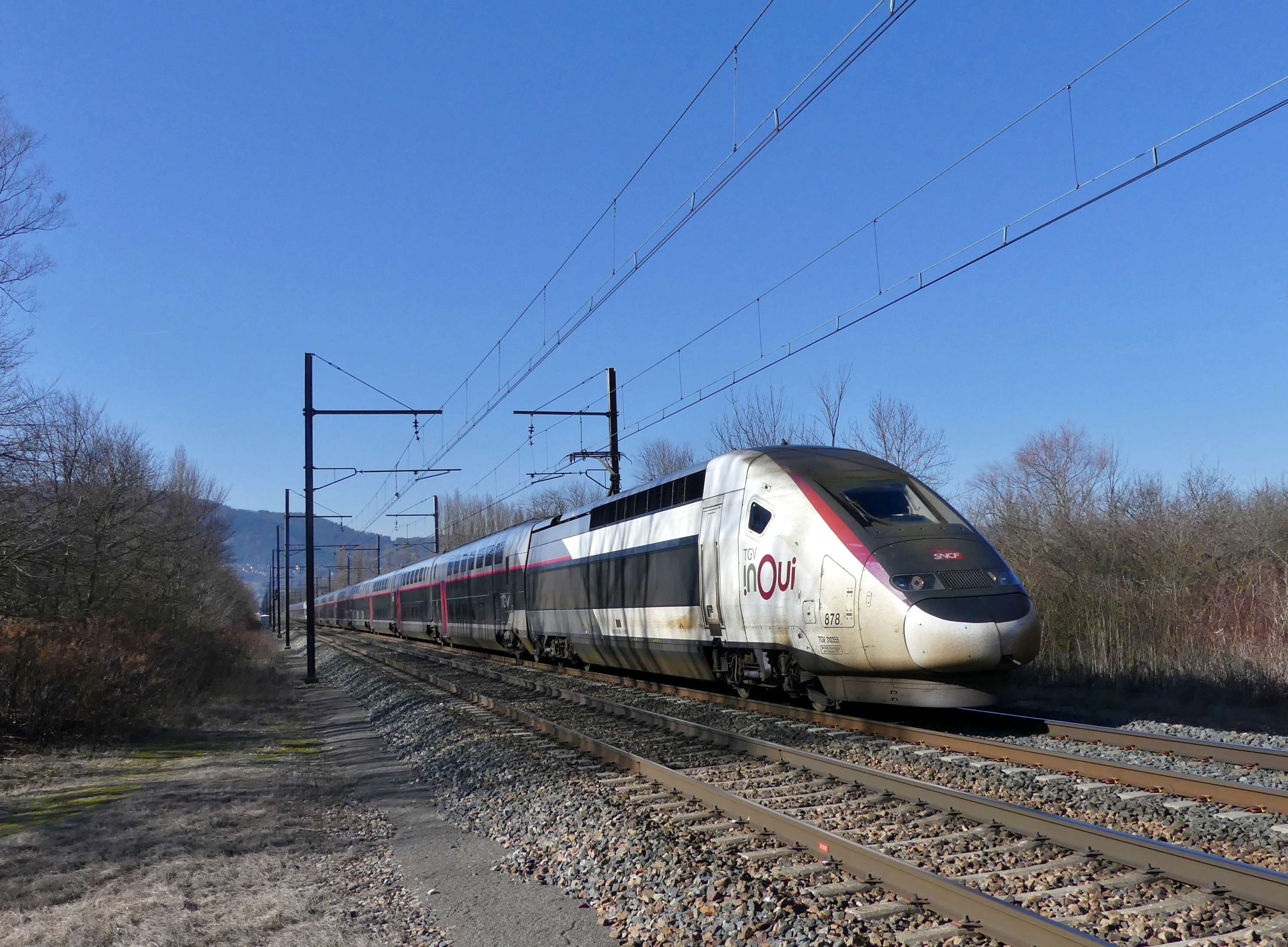
Rame no 878 (en livrée Carmillon), à quelques minutes de la gare de Chambéry.

Surfant sur le succès du concept du TGV à deux niveaux, dont la capacité répond à l'augmentation de la fréquentation, et dans le but de développer le parc de rames conformes aux spécifications techniques d'interopérabilité, notamment aptes au 15 kV – 16,7 Hz (seules les 8 rames TGV Sud-Est tricourant, peu puissantes sous cette tension, et les 19 rames POS le sont alors) utilisé en Suisse et en Allemagne, la SNCF est intéressée par une version tricourant du TGV Duplex ; les rames concernées sont mises en service dès la fin de 2011. Par la suite, d'autres rames, aptes à aller en Espagne (liaisons vers Barcelone) ou remplaçant deux types de matériel vieillissant dont des éléments sont radiés (TGV Sud-Est puis TGV Atlantique), sont livrées à l'opérateur français à partir de 2013.
Les rames Euroduplex sont une évolution des TGV Dasye et en reprennent donc les principales caractéristiques. Les motrices sont de type TGV POS : chaîne de traction à motorisation asynchrone, système de signalisation européen ETCS. Les remorques se parent de l'habillage intérieur aux couleurs à dominante bleue ; des prises électriques sont disponibles dans les deux classes. Néanmoins, il y a plusieurs différences entre ces deux générations de TGV Duplex :
- l'adoption de phares à LED blanches et rouges, en plus des phares halogènes classiques ;
- nouveaux boutons d'ouverture des portes donnant sur la voie ainsi que celles entre les voitures ;
- meilleur gabarit, avec élargissement du pavillon de toit[8] (meilleur confort en salle supérieure) ;
- vitres de secours en plus grand nombre ;
- système d'information voyageurs embarqué (SIVE) intérieur avec annonces vocales[9] ;
- SIVE extérieur à affichage lumineux dynamique indiquant le numéro du train, son parcours, le numéro de la voiture, les gares desservies avec les horaires de passage[9] ;
- comble-lacunes fixes sur toutes les portes ;
- adoption d'un éclairage à haute intensité pour chaque porte, permettant une meilleure visibilité du marche-pied ;
- nouveau signal sonore à la fermeture des portes ;
- contrôle sur toute la rame des boîtes chaudes (deux capteurs par boîte pour redondance) ;
- contrôle global des contrôles de comportement de chaque essieu ;
- meilleure accessibilité pour les personnes en fauteuil roulant[10] ;
- par ailleurs, 40 rames — nombre finalement porté à 67 — de la SNCF, dites L'Océane, disposent d'intérieurs qui diffèrent des autres TGV 2N2[11], comprenant notamment un nouveau type de sièges, présentées comme plus ergonomiques, pivotants dans le sens de la marche (uniquement en première classe), et équipés de prises électriques et USB individuelles[12].

En parallèle, Alstom Transport SA a signé un contrat de gré à gré (donc sans appel d'offres) pour la fourniture du matériel roulant du « TGV marocain », premier train à grande vitesse sur le continent africain.

## Commandes et production

### SNCF
En juin 2007, en plus d'une commande de 25 rames Dasye supplémentaires (plus 3 autres en 2008) — finalement, 2 rames Dasye n'auront pas été construites —, la SNCF a passé une importante commande à Alstom de 55 rames tricourant d'un nouveau type, la RGV 2N, et d'une motrice de réserve.
Ces 55 rames se répartissent en :
- 30 rames 3UA (tricourant Allemagne, équipées pour les systèmes de signalisation allemands — PZB et LZB — et suisse — ZUB 121 —), numérotées de 4701 à 4730 (4xxx pour polytensions), destinées au trafic France – Allemagne / Suisse[5] ; également aptes au Luxembourg, depuis le changement de service de décembre 2016, avec l'installation de l'ERTMS sur la ligne de Thionville à Luxembourg. Deux rames de présérie ont procédé à des essais à partir d'août 2010 ; les livraisons sont intervenues de 2011 à 2015 ;
- 10 rames 3UH (bicourant hispanisées, équipées de l'ASFA), numérotées de 801 à 810, destinées au trafic France – Espagne (livraisons de 2013 à 2014). Certaines d’entre elles sont maintenant destinées à opérer uniquement en Espagne, sous l’enseigne Ouigo España. Les rames 807 à 820 (14 rames) roulent aujourd'hui pour Ouigo España. Elles n’ont plus l'autorisation pour circuler en France ;
- 15 rames 3UF (bicourant France et aptes Luxembourg), numérotées de 811 à 825, destinées au trafic domestique en France, et portant la livrée Carmillon (livraisons de 2014 à 2015) ;
- par ailleurs, une motrice de réserve compatible avec ces 55 rames, et également pour les TGV POS (à condition que des essais de validation soient réalisés[16]) et les TGV Dasye.

Les rames 3UH et 3UF sont prééquipées pour le courant 15 kV – 16,7 Hz (par pré-câblages), afin de pouvoir circuler ultérieurement sur les réseaux allemands et suisses.
Les versions internationales du TGV 2N2 — 3UA et 3UH — reçurent initialement la livrée Atlantique (gris et bleu ; rouge pour la 1re classe et vert pour la 2de classe). Néanmoins, la livrée Carmillon est apposée sur les rames 3UA nos 4701 à 4715, en 2018 (dans le cadre du service commercial TGV inOui) ; une livrée spécifique est par ailleurs appliquée en 2019 aux rames nos 4716 à 4730, qui sont à présent affectées à Lyria depuis le service annuel 2020. La livrée Carmillon est aussi apposée sur les rames 3UH, durant l'année 2019, ce qui entraîne la disparition de la livrée Atlantique pour les TGV 2N2.
En avril 2010, la toute première rame de la série, numérotée 4701, est en essais à La Rochelle. Alstom a symboliquement livré une première rame à la SNCF (la 4703) le 30 mai 2011, sur la LGV Est européenne. En septembre 2011, des marches d'essai pour validation du captage en UM sous 25 000 V sont effectuées sur la même LGV, avec les rames 4701 et 4702.
Le contrat de 2007 prévoyait une option pour 40 autres rames (bien que la SNCF en souhaitait initialement 30, le ministre Arnaud Montebourg avait forcé Guillaume Pepy à en commander 40). La SNCF exerce cette option le 30 mars 2012, pour prendre livraison de la deuxième tranche d'Euroduplex à partir de 2016. Il s'agit des rames 3UFC (bicourant France ; « C » signifiant capacitaire), numérotées de 851 à 865 et de 867 à 891 ; elles portent la livrée Carmillon. Elles ont 556 places, réparties en quatre voitures de seconde classe, deux de première et une mixte — au lieu de trois remorques entièrement occupées par la 1re —, plus la voiture-bar. Ces places sont au nombre de 398 en 2de classe et 158 en 1re.
Par ailleurs, l'État a annoncé, en octobre 2016, dans le cadre de la sauvegarde des emplois de l'usine Alstom de Belfort, une commande de 15 rames de type Euroduplex, pour circuler sur la ligne Intercités Bordeaux – Marseille,,. Cependant, l'État décide, en février 2017, de n'être que le demandeur (sans la payer) d'une commande que SNCF Mobilités passera et financera lui-même. Les rames concernées rouleront en outre sur la LGV Atlantique et ses prolongements (elles seront ainsi de type 3UFC, en étant numérotées de 836 à 850), au lieu de la liaison Intercités mentionnée ci-dessus (qui n'utilise que des lignes classiques). Il s'agit là de l'ultime levée d'options du contrat de 2007. En effet, la SNCF fait savoir, dans le même temps, que les six rames Euroduplex supplémentaires qui devaient être initialement achetées pour assurer le service Paris-Gare-de-Lyon – Milan, le seront obligatoirement par un appel d'offres dans le cadre du « TGV du futur » (en l'occurrence un autre type de matériel que les Euroduplex) ; ce dernier reste toutefois à confirmer, car les six rames Réseau tricourant « PLT », assurant dans les années 2010 cette desserte, vont être rénovées pour pouvoir circuler jusqu'en 2026 – 2027.
Enfin, en juillet 2019, la SNCF annonce qu'elle va commander 12 rames Océane (donc des rames 3UFC) supplémentaires, afin de répondre à la hausse de la fréquentation (et donc de la rentabilité) ; numérotées 826 à 835, 892 et 893, elles sont destinées aux liaisons Paris-Montparnasse – Rennes / Nantes et Paris-Est – Metz / Nancy. D'un montant total de 335 millions d'euros, ces rames seront livrées en 2021 à 2022, peu avant les premiers TGV du futur. Elles remplaceront ainsi d'anciennes rames, parfois âgées de plus de 30 ans (probablement des TGV Atlantique et des TGV Réseau).
La dernière rame a été construite fin 2022, puis a été mise en service le 14 avril 2023,[source insuffisante]. Dès lors, le parc des TGV 2N2 compte 122 rames.

#### Dépôts titulaires
Les rames 4700 et rames 811 à 825 sont gérées par la Supervision technique de flotte (STF) TGV 2N, et entretenues aux technicentres Est Européen (TEE) et Sud-Est Européen (TSEE) ; les rames 801 à 810 le sont au TSEE. Par ailleurs, les rames 826 à 865 et 867 à 896 sont gérées par la STF TGV Atlantique, entretenues au technicentre Atlantique (TATL) et au STF Lyon-Gerland.

#### Galerie de photographies

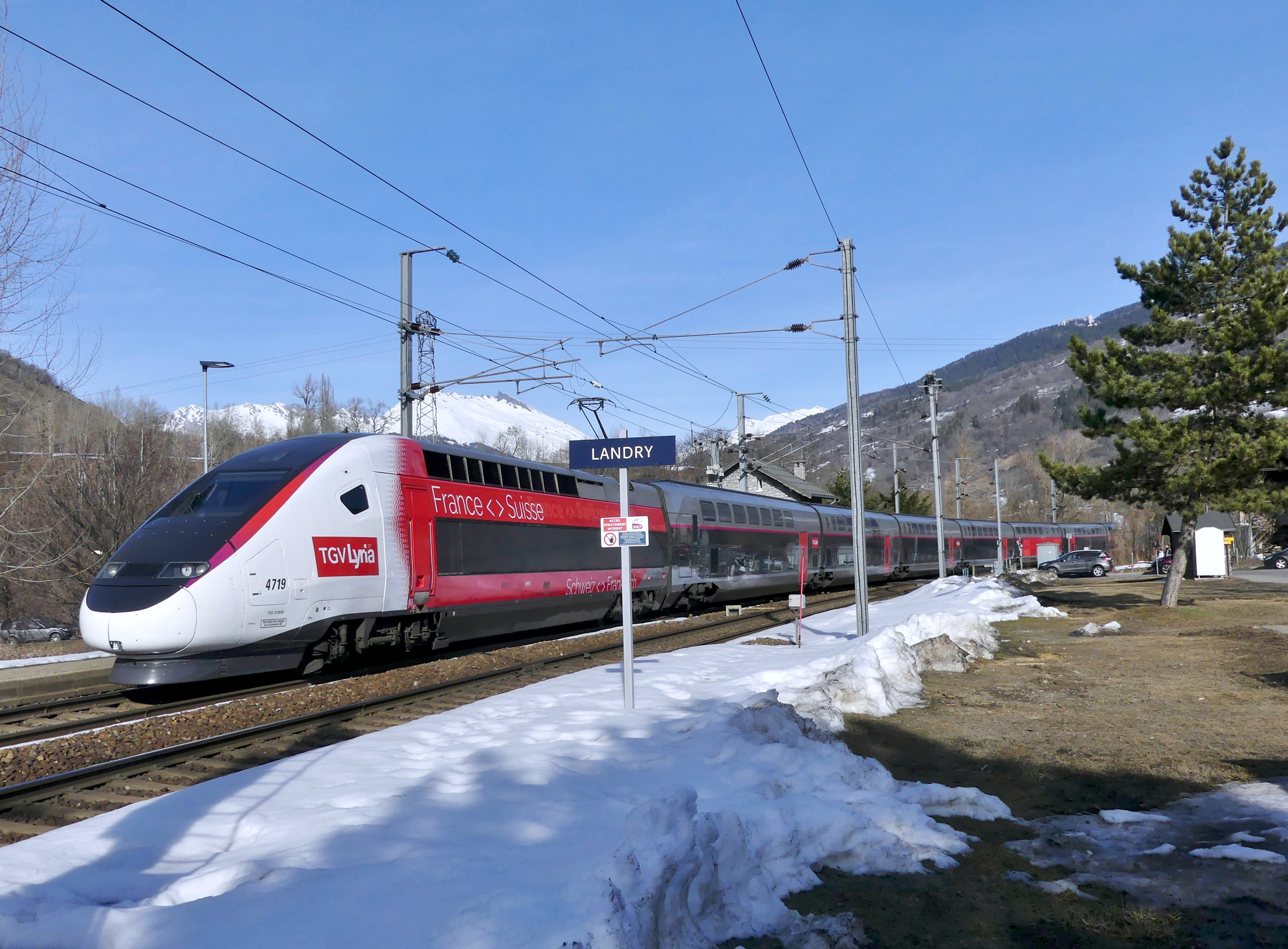
La rame 3UA no 4719, à Landry.
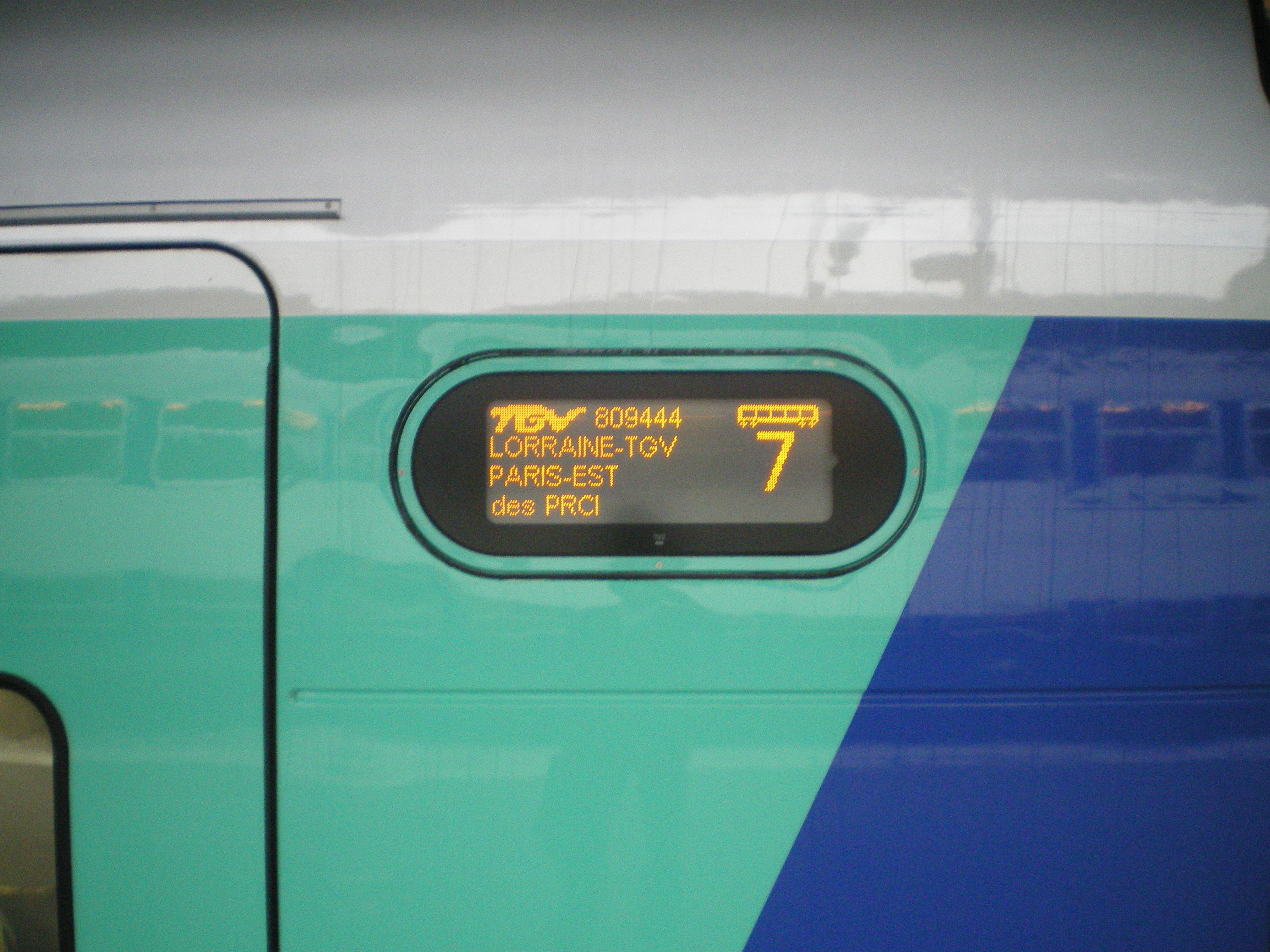
Le système d'information voyageurs embarqué (SIVE), à l'extérieur des rames.
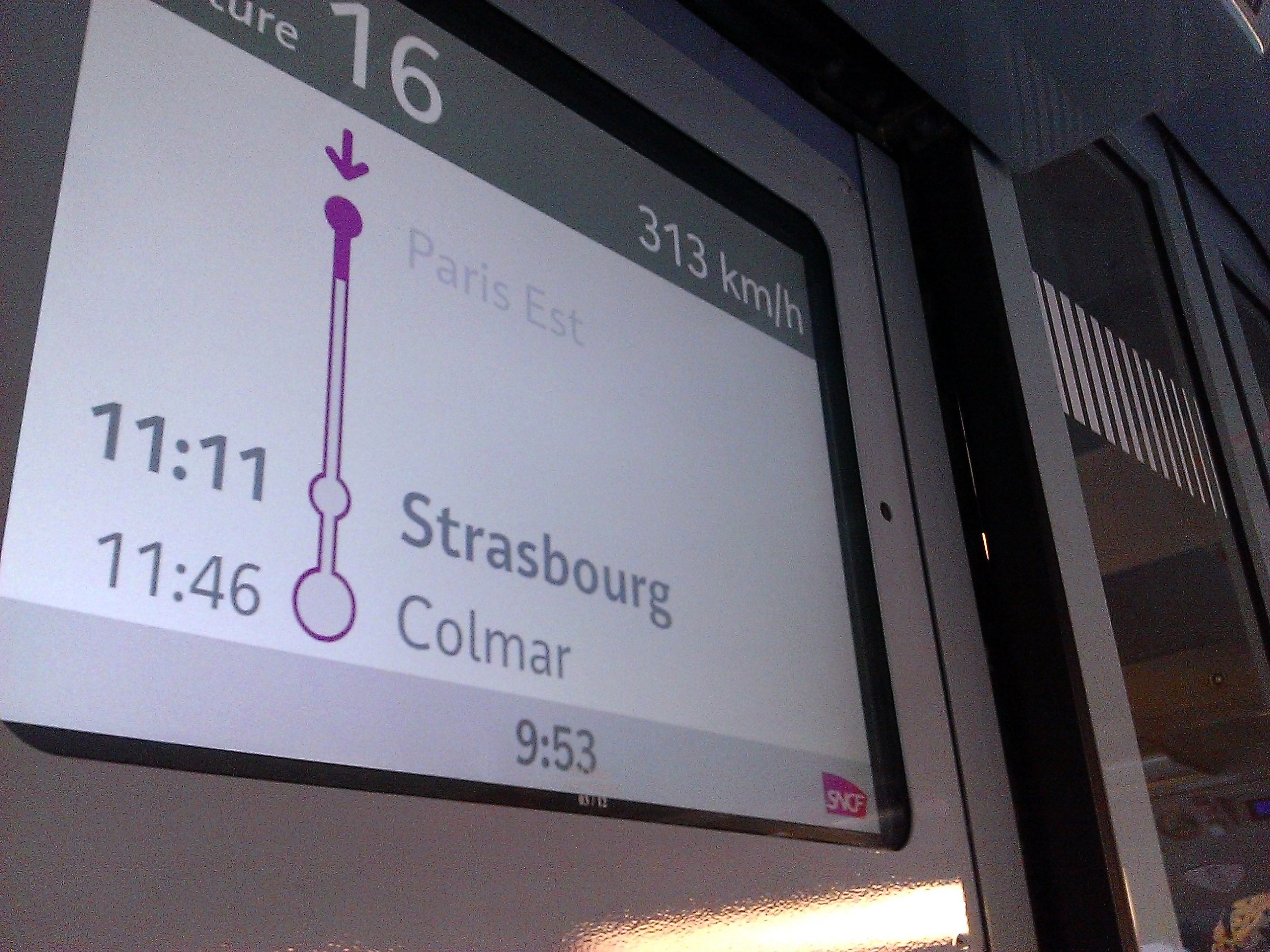
Écran intérieur du SIVE.
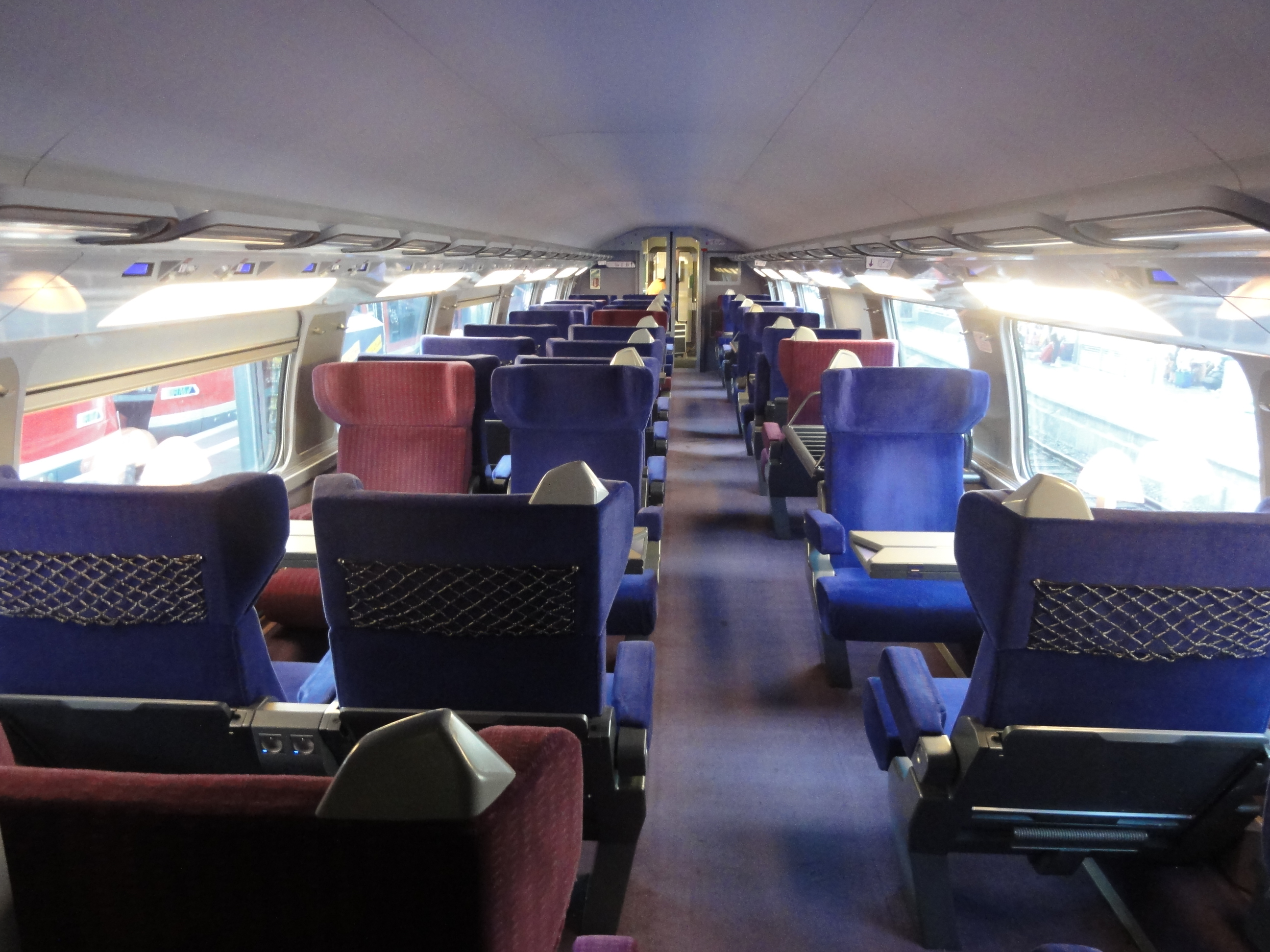
Salle supérieure, en 1re classe (sauf dans les rames 3UFC).
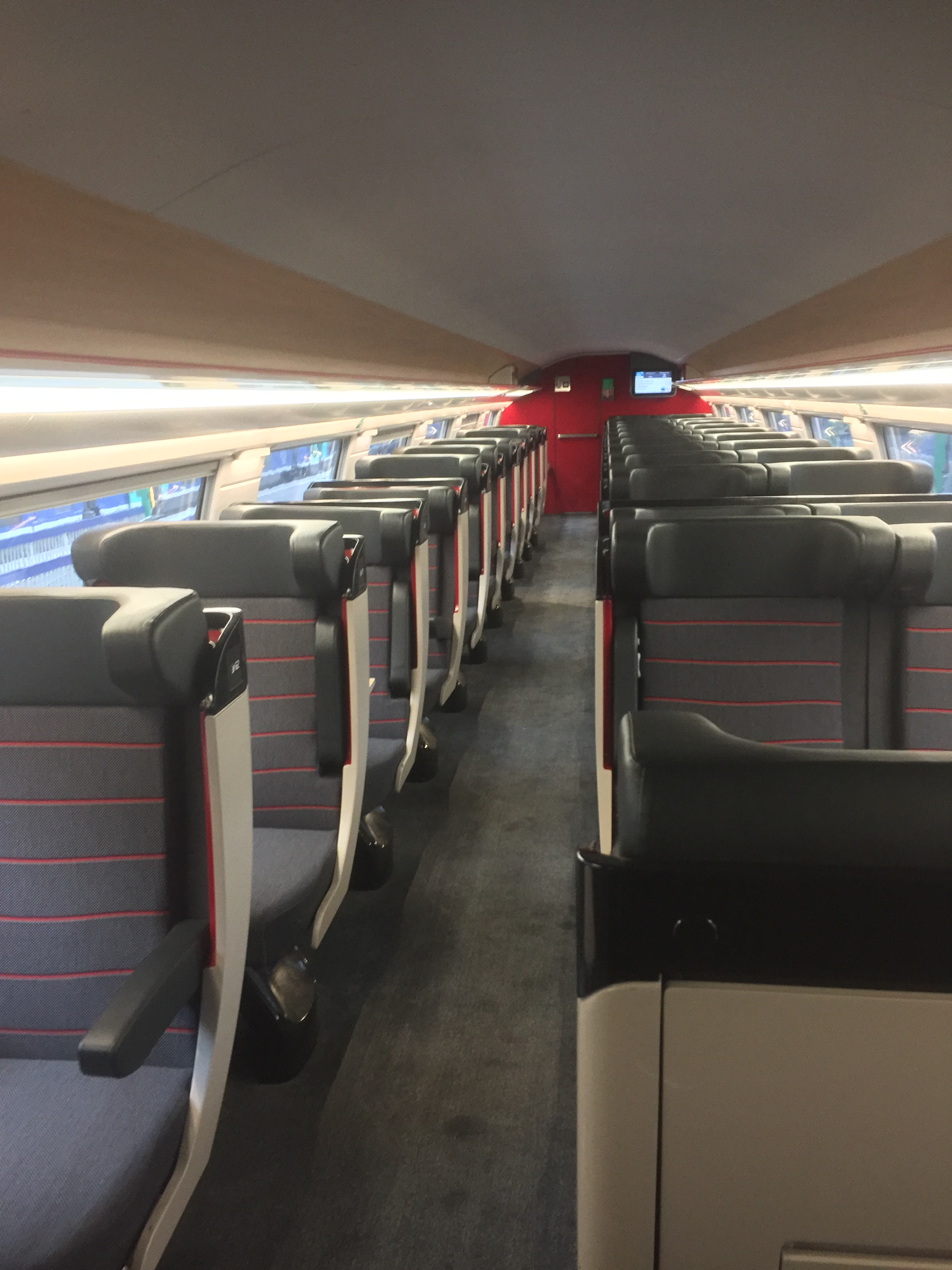
Intérieur de 1re classe, dans une rame 3UFC.

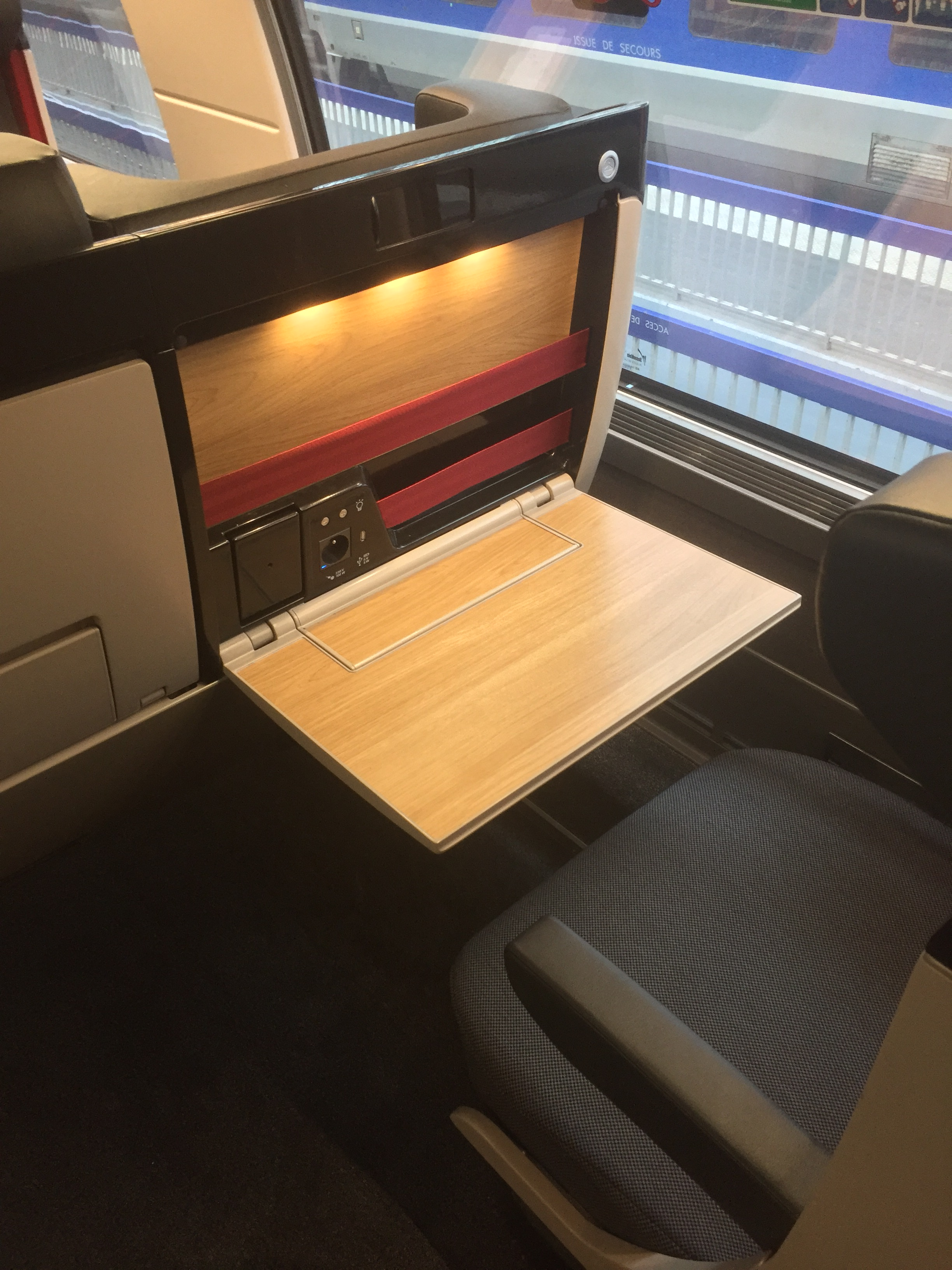
Les équipements individuels en 1re classe, dans une rame 3UFC.
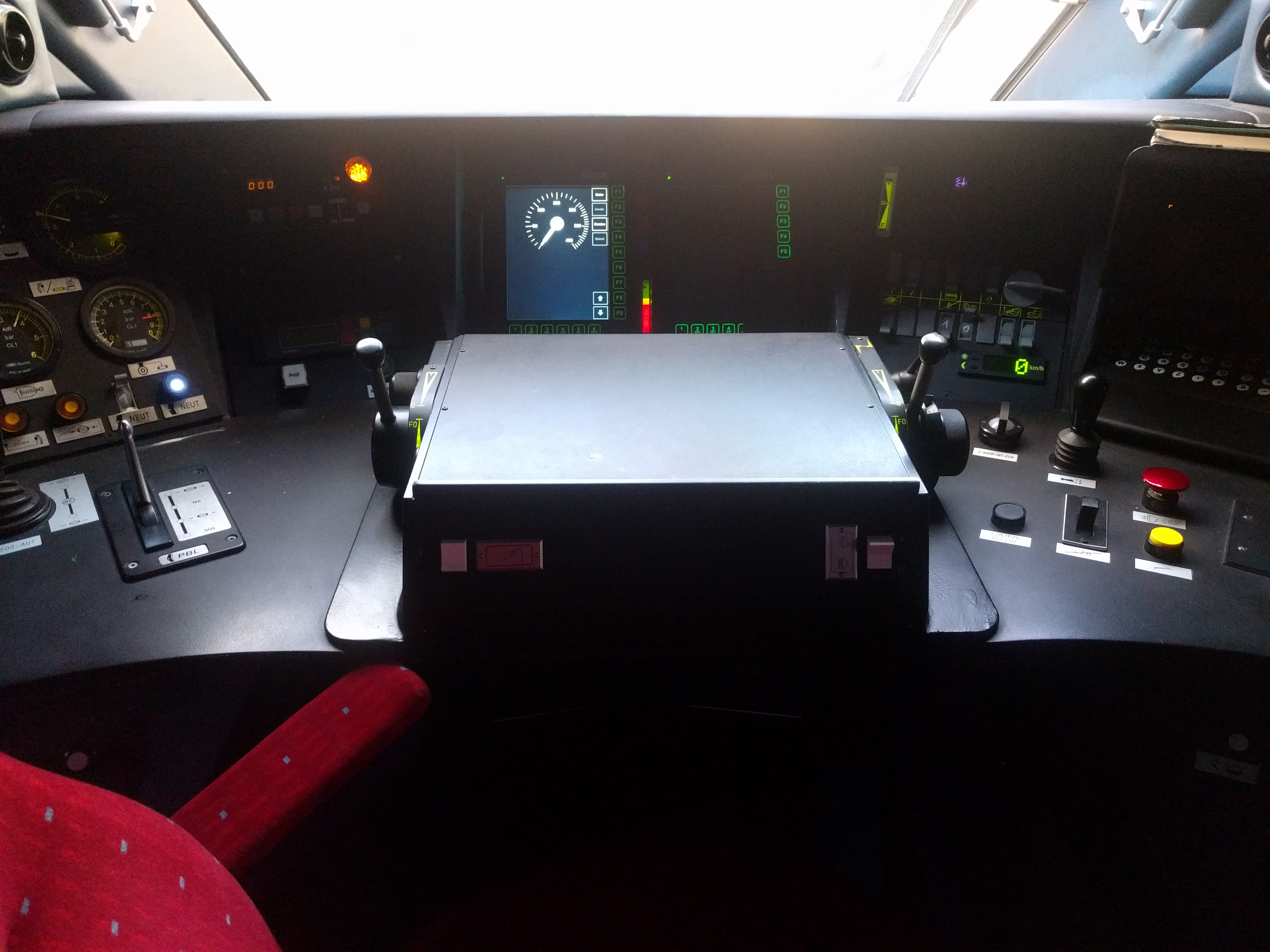
Pupitre de commande, en cabine de conduite.
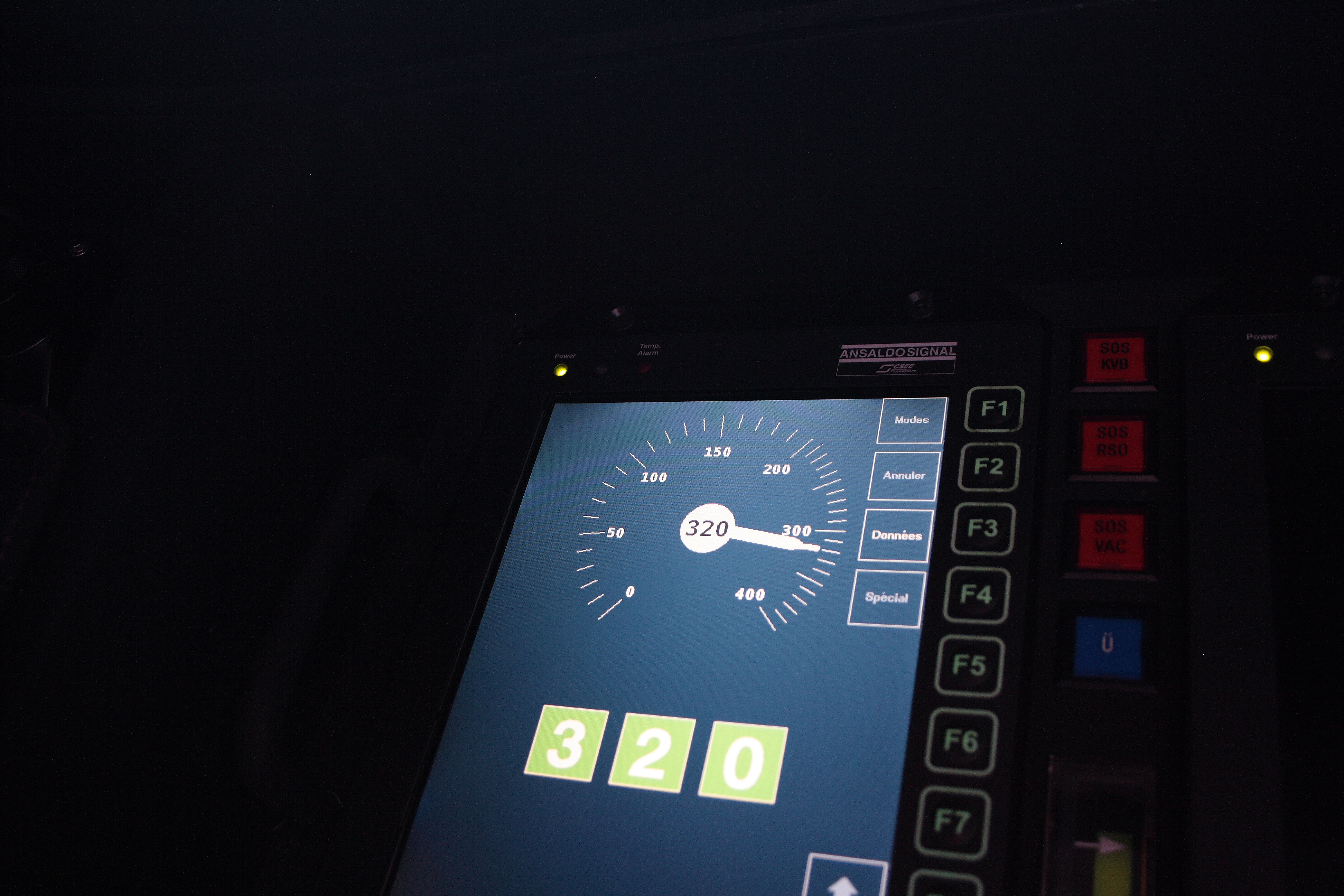
Affichage de la vitesse instantanée (320 km/h) et de la TVM 430, en cabine de conduite.
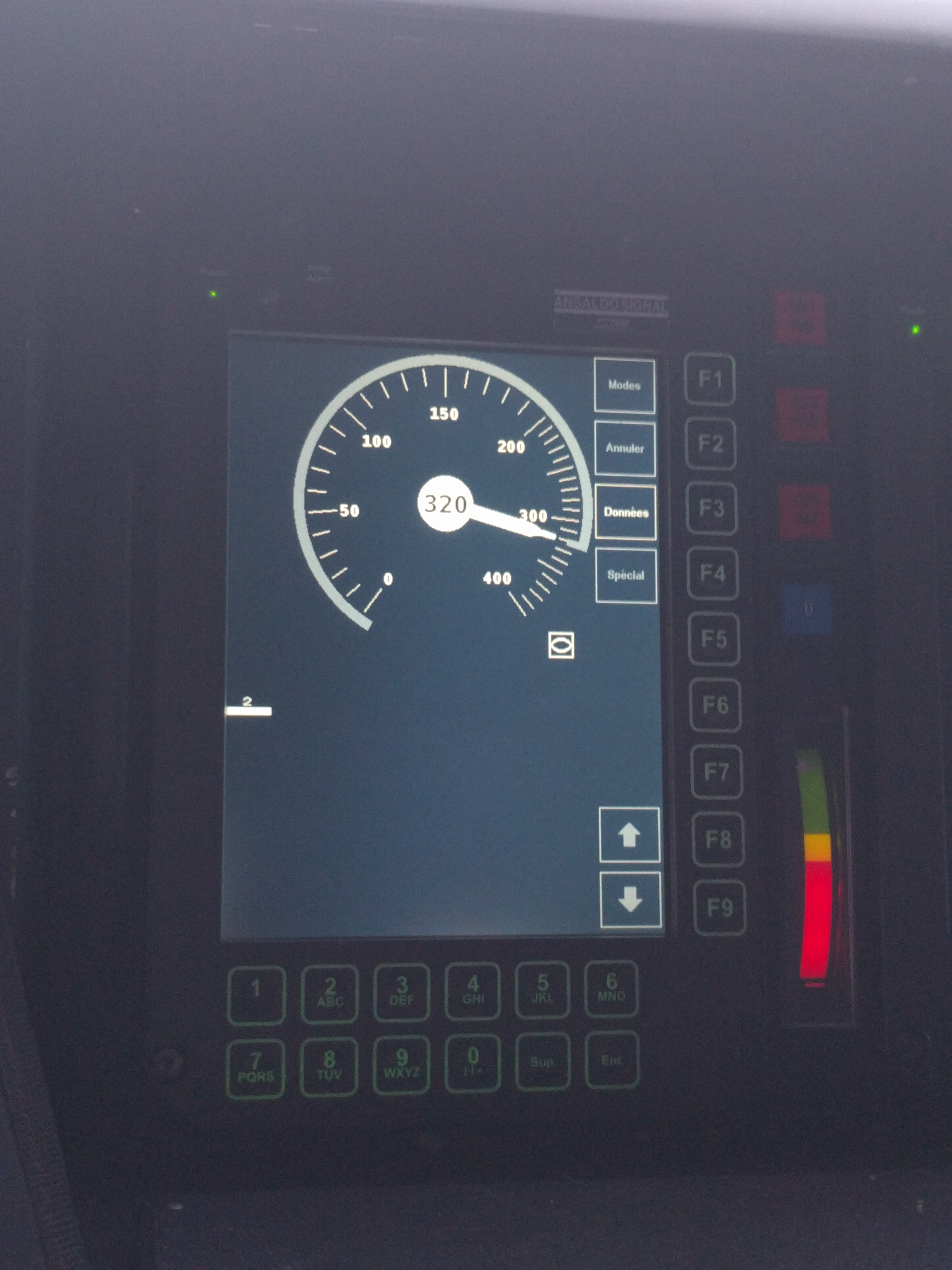
Affichage de la vitesse instantanée (320 km/h) et de l'ETCS, en cabine de conduite.
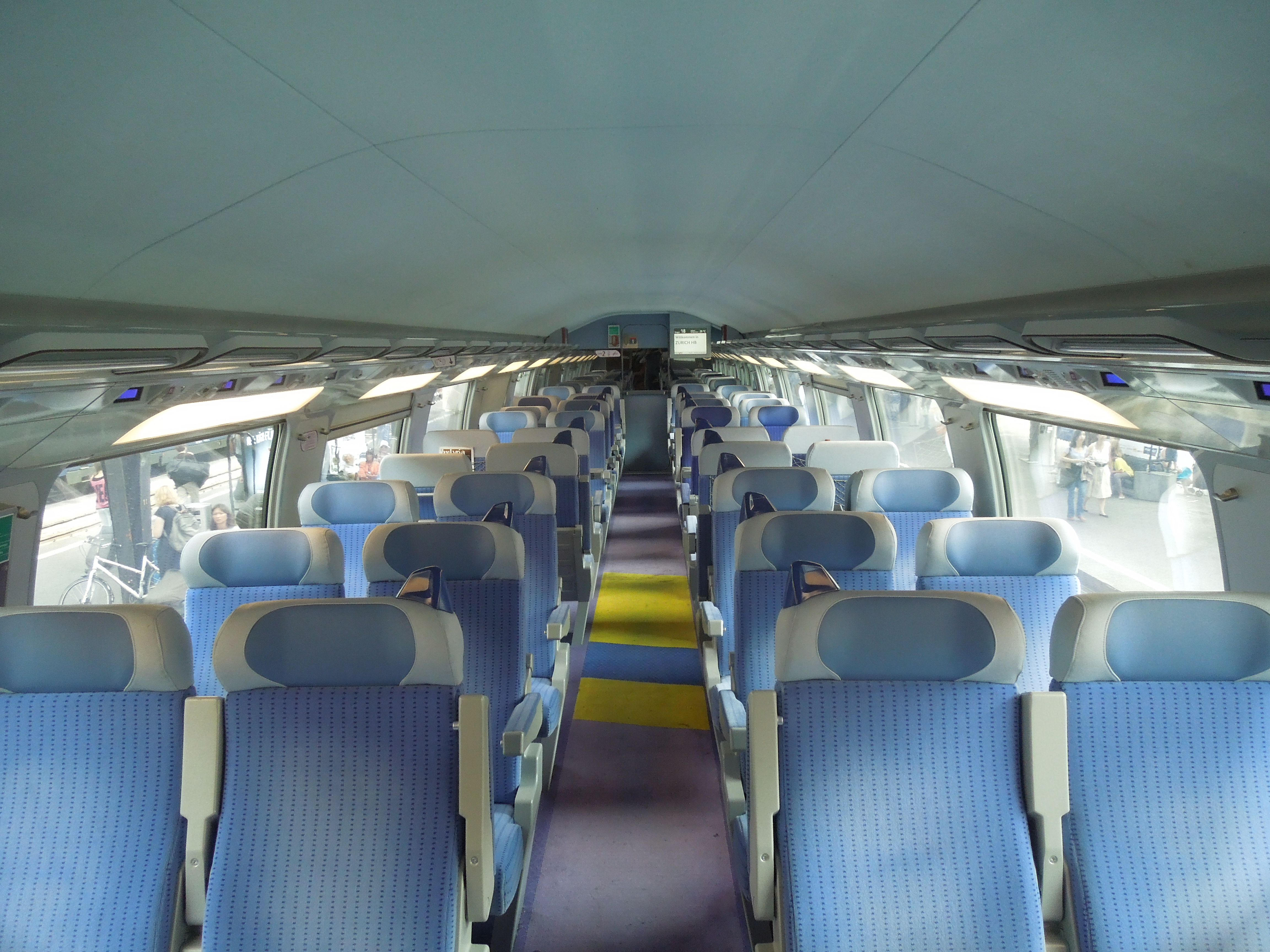
Intérieur d'une 2e classe (étage supérieur).

#### Rames particulières
Le 5 mars 2020, la rame 4707 assurant la liaison Colmar - Sélestat - Strasbourg - Paris-Est, déraille sans se coucher sur la LGV Est européenne à la suite d'un glissement de terrain. Cet accident fera plusieurs blessés dont le conducteur grièvement mais aucun mort. La rame a été réparée depuis octobre 2023, la motrice 899 (MORUE) assurant la traction en attendant une nouvelle motrice. Cette dernière est sortie des usines d'Alstom le 29 avril 2024.  
La rame 4715 a effectué des TGV Sanitaires lors de l’épidémie de COVID19 pour transférer des patients ayant le virus d'une région à une autre afin de soulager les hôpitaux des régions les plus surchargées.

### ONCF

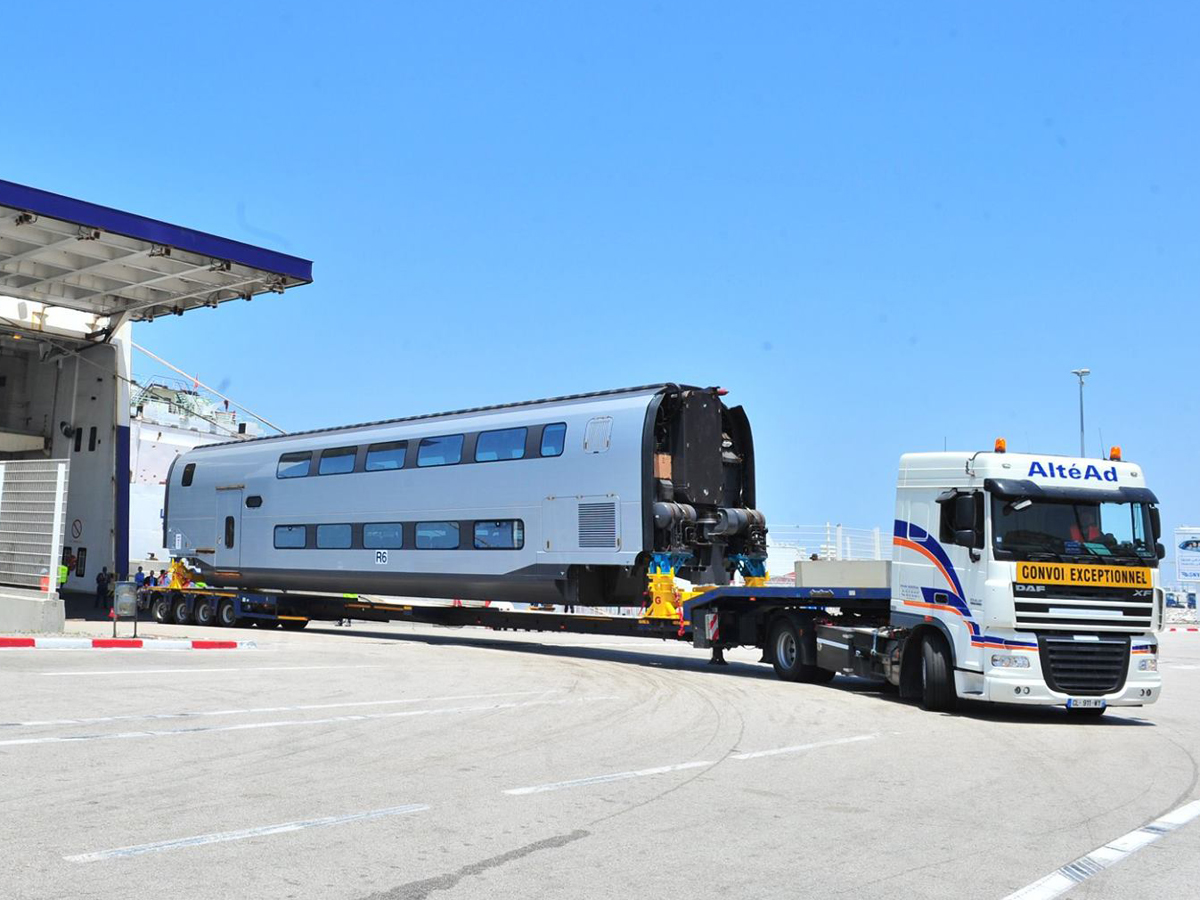
Une voiture en cours de livraison.

En décembre 2010, la compagnie nationale marocaine ONCF a commandé 14 exemplaires de l'Euroduplex, dans le cadre de la mise en service commercial de la LGV Tanger - Kénitra ; le nombre total de rames sera finalement de 12, (numérotées dans la série 1200 : 1201 à 1212), pour un coût de 400 millions d'euros. Ces rames circuleront jusqu'à 320 km/h (sous 25 kV) sur la portion Tanger – Kénitra, puis entre 160 et 220 km/h (sous 3 kV) sur le réseau conventionnel marocain. En outre, elles disposent de spécificités propres à ce pays : une climatisation adaptée à une température extérieure de 50 °C, et un système de filtration d'air (contre les poussières),.
Elles comprennent 8 voitures mais, à la différence des rames de la SNCF, deux voitures de première classe, cinq en deuxième classe et une voiture de restauration, pour une capacité totale de 533 voyageurs, (121 en 1re et 412 en 2e).
Les deux premières rames sont livrées durant l'été 2015, convoyées depuis le port de La Rochelle par le navire Ville de Bordeaux (habituellement utilisé pour transporter des éléments de l'Airbus A380),. Le projet étant en retard de plus de deux ans sur son calendrier initial (en raison de difficultés d'acquisitions foncières), Alstom Transport subit des surcoûts notamment par le stockage contraint de plusieurs rames dans ses usines.
Les premiers essais dynamiques d'une rame (la no 1201, spécialement affectée aux tests) ont débuté en janvier 2016, sur la ligne classique reliant Tanger à Casablanca, avec des conducteurs qui ont été spécialement formés (en partie en France, par la SNCF) ; ces essais ont été achevés en juillet 2016. Dans le même temps (soit le 11 juillet), les douze rames ont été livrées,,. Les essais sur la LGV ont commencé en février 2017, et se sont achevés en juin 2018 ; lors de l'un d'entre eux, réalisé le 4 mai 2018, la rame a roulé à 357 km/h (ce qui constitue le record de vitesse ferroviaire en Afrique). Par ailleurs, la rame 1211 apparaît sur un timbre-poste édité en mars 2019, dans le cadre du partenariat entre l'ONCF et le groupe Barid Al-Maghrib.
Le centre de maintenance, d'une capacité totale de 30 rames et d'une superficie de 14 hectares, est situé à Tanger-Moghogha,. Il est exploité en partenariat avec la SNCF, dans le cadre de la coentreprise « Société marocaine de maintenance des rames à grande vitesse ».

## Service

### SNCF

#### TGV 2N2 3UA (Série 4700)
La Série 4700 est composée de 30 unités. Ces unités sont aptes au 15 kV 16 2/3 Hz. Les unités 4701 à 4715 sont destinées en priorité aux flux de France vers l'Allemagne mais peuvent être utilisées sur des flux nationaux en complément des TGV Réseau ainsi que vers le Luxembourg tandis que les unités 4716 à 4730 sont la propriété de Lyria et sont engagées uniquement sur les flux de cette filiale.

##### DB SNCF en coopération[16](15 unités partagées avec TGV Inoui)
- Paris-Est – Strasbourg – Stuttgart – Munich (via la LGV Est européenne)
- Paris-Est – Strasbourg – Francfort
- Paris-Est – Forbach – Francfort
- Francfort – Strasbourg – Lyon-Part-Dieu – Marseille-Saint-Charles[5],[59] (via les LGV Rhin-Rhône et Méditerranée)

##### TGV Inoui
- Paris-Est – Strasbourg – Fribourg
- Paris-Est – Metz – Luxembourg
- Luxembourg – Strasbourg – Lyon – Marseille
- Luxembourg – Strasbourg – Lyon – Montpellier
- Strasbourg – Lyon – Marseille
- Strasbourg – Lyon – Montpellier
- Strasbourg – Bordeaux[16]
- Paris-Est – Nancy
- Paris-Est – Reims- Sedan
- Paris-Est – Strasbourg- Colmar

##### Lyria[16](15 unités dédiées)
- Paris-Gare-de-Lyon – Bâle – Zürich (via la LGV Rhin-Rhône)[5]
- Paris-Gare-de-Lyon – Dijon – Lausanne
- Paris-Gare-de-Lyon – Bellegarde – Genève

#### TGV 2N2 3UH
10 unités ont été commandées pour assurer les flux entre la France et l'Espagne. Elles sont numérotées 801 à 810 et ont été livrées à partir de 2013 et sont bi-courant.
Depuis 2013, afin de pallier la radiation des TGV Sud-Est, les rames TGV 2N2 3UH livrées avant la création de l'offre Paris-Gare-de-Lyon – Barcelone ont assuré des liaisons : 
- Paris-Gare-de-Lyon – Montpellier – Béziers – Perpignan
- Paris-Gare-de-Lyon – Genève
- Paris-Gare-de-Lyon – Mulhouse

Depuis décembre 2013, ces rames 3UH effectuent des liaisons Paris-Gare-de-Lyon – Barcelone
En 2022, 4 unités (807 à 810) ont été prélevées pour assurer l'offre Ouigo España.

#### TGV France – Espagne[16](6 unités)
- Paris-Gare-de-Lyon – Perpignan – Figueras – Barcelone (via la LGV Perpignan - Figueras)
- Toulouse – Perpignan – Figueras – Barcelone[60]

#### Ouigo España(4 unités dédiées)
- Madrid – Saragosse – Barcelone
- Madrid – Valence

#### TGV 2N2 3UF
À compter de l'été 2014, les rames TGV 2N2 3UF sont progressivement mises en circulation. Elles sont au nombre de 15 et sont numérotées de 811 à 825). Au début de leur carrière, ces rames ont été engagées en pool avec les rames Duplex classiques au départ de Paris-Gare-de-Lyon, en assurant en priorité l'iDTGV Paris – Montpellier – Béziers – Perpignan.
12 unités ont été modifiées pour assurer l'offre Ouigo España et équipées des équipements de sécurité espagnols (811 à 822).
Parmi les 3 unités restantes, elles sont dédiées au réseau Est en soutien des TGV Réseau et 2N2 3UA.

##### Ouigo España(12 unités dédiées)
- Madrid – Saragosse – Barcelone
- Madrid – Valence
- Madrid - Albacete - Alicante

##### TGV Inoui Axe Est (3 unités)
- Paris-Est – Nancy
- Paris-Est – Reims- Sedan
- Paris-Est – Strasbourg- Colmar
- Paris-Est – Metz – Luxembourg
- Luxembourg – Strasbourg – Lyon – Marseille
- Luxembourg – Strasbourg – Lyon – Montpellier
- Strasbourg – Lyon – Marseille
- Strasbourg – Lyon – Montpellier
- Strasbourg – Bordeaux[16]

#### TGV 2N2 3UFC
Les rames TGV 2N2 3UFC mises en service en décembre 2016 en prévision de l'ouverture de la LGV Sud Europe Atlantique qu'elles empruntent à partir du 2 juillet 2017. À ce titre, elles sont surnommées « L’Océane,, », et remplacent progressivement les rames Atlantique.
À partir de septembre 2021, des rames TGV 2N2 3UFC sont peu à peu détachées de l'axe Atlantique et rattachées à l'axe Sud-Est au technicentre de Lyon Gerland pour assurer principalement la nouvelle offre de service haut de gamme sur les axes cités ci-dessous en complément des éléments Duplex rénovés Océane-Like et des TGV POS-Duplex.

##### TGV Inoui Axe Atlantique (56 unités)
- Paris-Montparnasse – Bordeaux – Toulouse (depuis décembre 2016)
- Paris-Montparnasse – Bordeaux – Tarbes (depuis juillet 2017)
- Paris-Montparnasse – Bordeaux – Arcachon (depuis juillet 2017)
- Paris-Montparnasse – Bordeaux – Hendaye (depuis juillet 2017)
- Paris-Montparnasse – La Rochelle (depuis juillet 2017)
- Paris-Montparnasse – Rennes
- Paris-Montparnasse – Rennes – Quimper
- Paris-Montparnasse – Rennes – Brest
- Paris-Montparnasse – Rennes – Saint-Malo
- Paris-Montparnasse – Nantes – Saint-Nazaire – Le Croisic
- Paris-Montparnasse – Nantes – Les Sables-d’Olonne

##### TGV Inoui Axe Sud-Est (11 unités)
- Paris-Gare-de-Lyon - Lyon-Part-Dieu - Saint-Étienne
- Paris-Gare-de-Lyon - Lyon-Part-Dieu - Lyon-Perrache
- Paris-Gare-de-Lyon - Marseille
- Paris-Gare-de-Lyon - Nice
- Paris-Gare-de-Lyon - Hyères
- Paris-Gare-de-Lyon - Grenoble
- Paris-Gare-de-Lyon - Miramas
- Paris-Gare-de-Lyon - Évian-les-Bains
- Paris-Gare-de-Lyon - Annecy
- Paris-Gare-de-Lyon - Bourg-Saint-Maurice
- Paris-Gare-de-Lyon - Saint-Gervais-Le Fayet

### ONCF
Depuis le 26 novembre 2018, les rames marocaines effectuent les liaisons entre Tanger et Casablanca via Rabat, en empruntant notamment la LGV Tanger - Kénitra. Le nom du service commercial est Al Boraq.

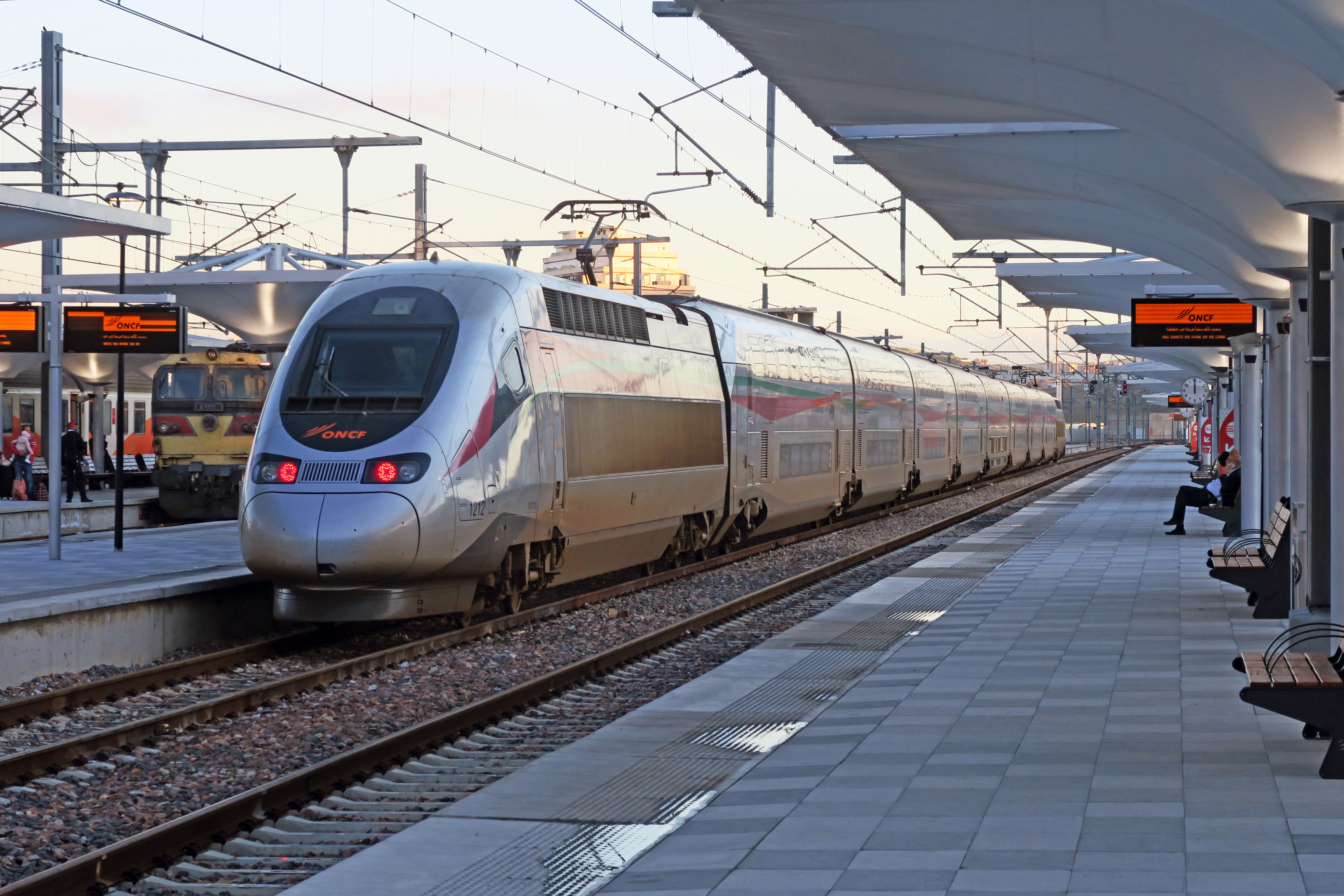
Rame en gare de Tanger-Ville.
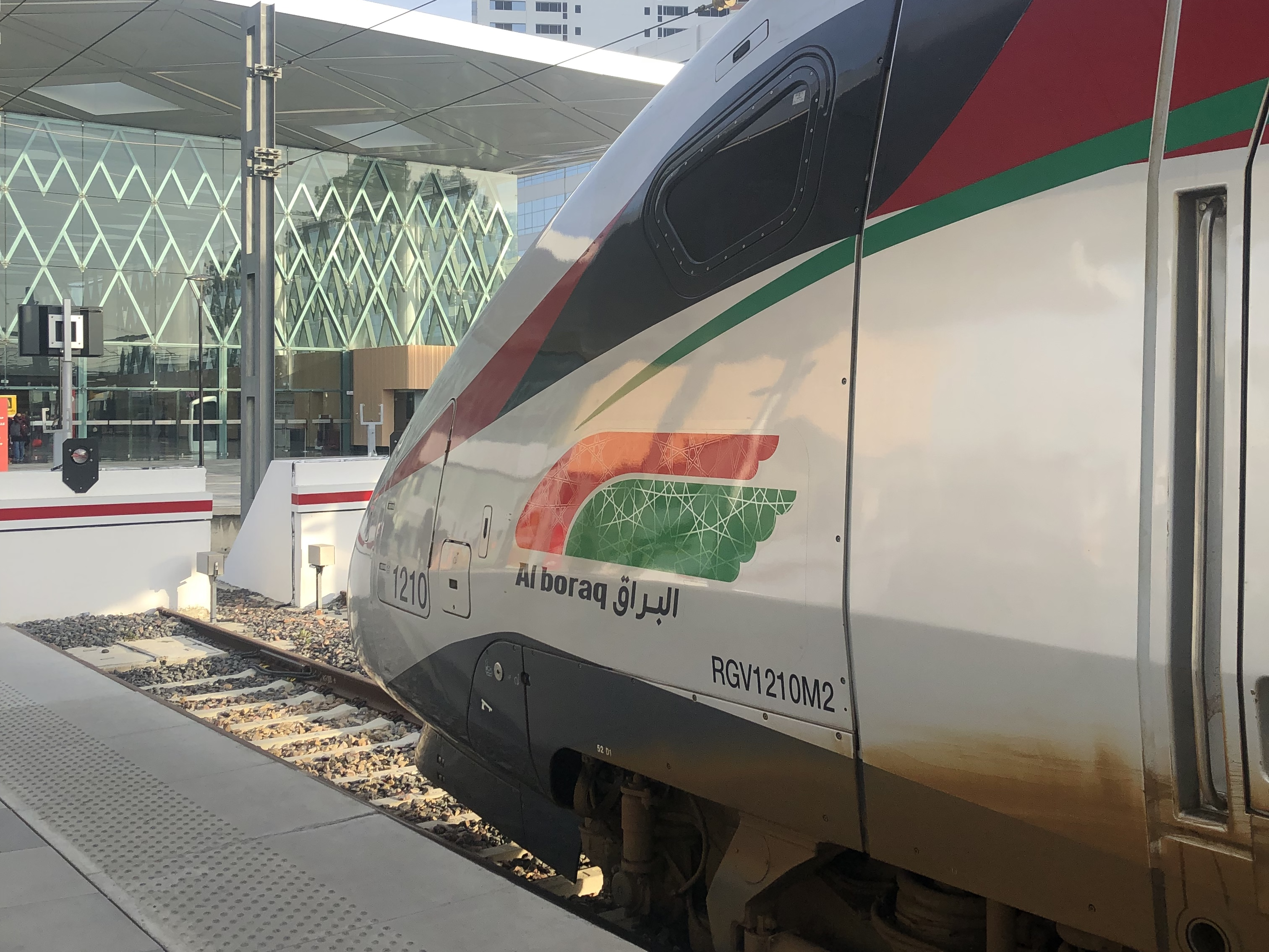
Avant d'une rame, dans la même gare.
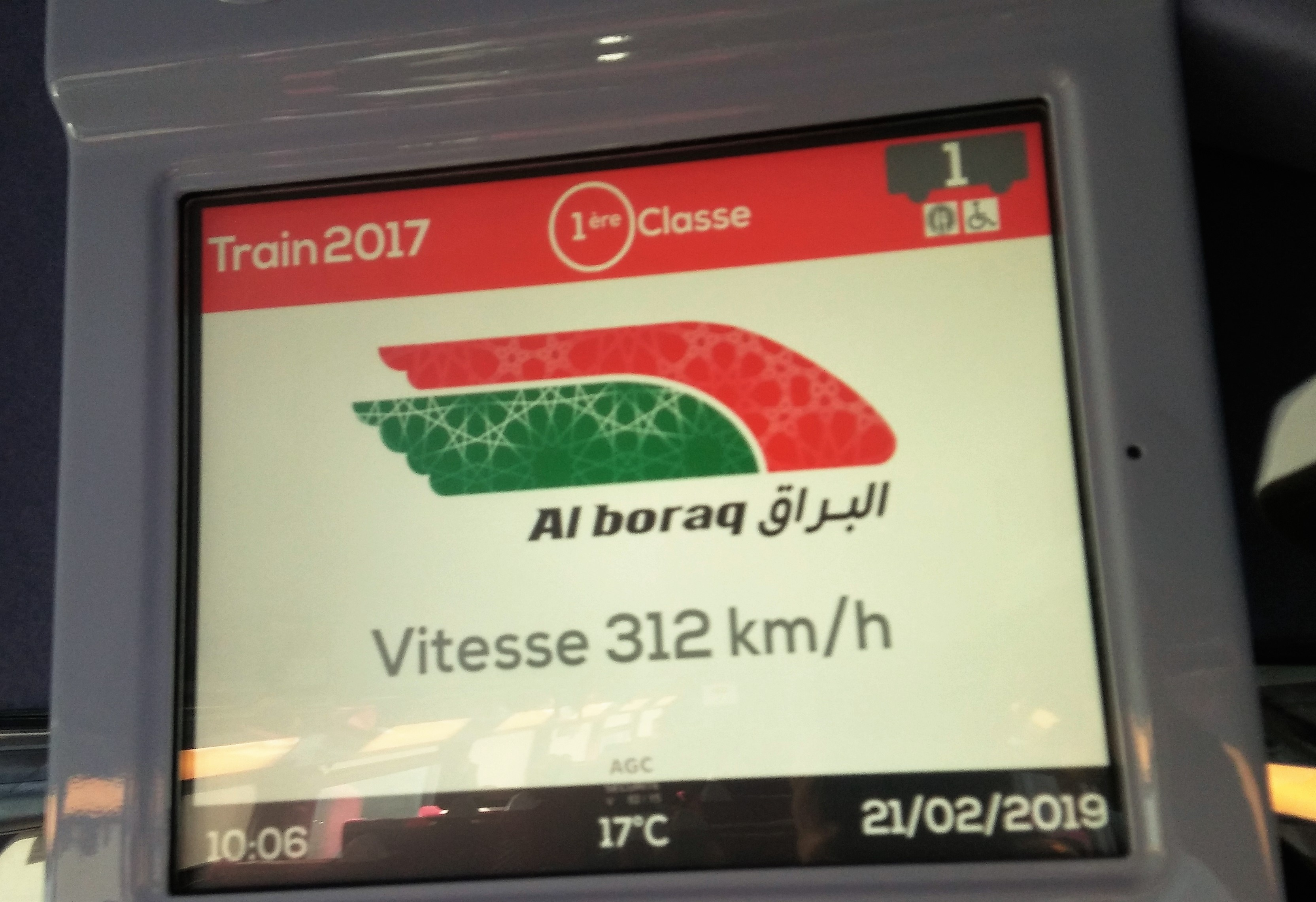
Affichage de la vitesse instantanée, dans une voiture (rame circulant sur la LGV).

### Ouigo España
Depuis mai 2021, les rames TGV 2N2 3UH effectuant les liaisons entre Madrid et Barcelone, via Saragosse, roulent sous la marque commerciale Ouigo (avec une livrée spécifique différente de la livrée française) pour le compte de la filiale espagnole Ouigo España de la SNCF.
Ces rames sont adaptées pour le marché espagnol, en conservant une première classe (contrairement aux rames françaises) et les sièges d'origine (mais recevant un repose-tête rose). Elles ont perdu leur habilitation à circuler en France à la suite de leur acheminement vers l'Espagne[réf. souhaitée].